# Friesen (Familienname)
Friesen ist ein deutscher Familienname.

## Herkunft und Bedeutung
Friesen ist ein Herkunftsname für Personen, die aus Friesland stammen.

## Namensträger
- Alex Friesen (* 1991), deutsch-kanadischer Eishockeyspieler
- Alexander von Friesen (1849–1921), königlich-sächsischer Generalmajor
- Anton Friesen (* 1985), deutscher Politiker (AfD)
- Astrid von Friesen (* 1953), deutsche Journalistin und Pädagogin
- August Heinrich von Friesen (1727–1755), französischer Militär
- Augusta Constantia von Friesen (1708–1728), erste Tochter von August dem Starken mit seiner Mätresse Anna Constantia von Cosel
- Bernhard von Friesen (1825–1889), deutscher Rittergutsbesitzer, Verwaltungsbeamter und Politiker
- Carl von Friesen (1551–1599), deutscher Rittergutsbesitzer und Beamter
- Carl von Friesen (Diplomat, 1619) (1619–1686), deutscher Rittergutsbesitzer, Richter und Diplomat
- Carl von Friesen (Diplomat, 1786) (1786–1823), deutscher Beamter und Diplomat
- Carl von Friesen (Lehrer) (1846–1905), schwedischer Lehrer und Politiker
- Christian August von Friesen (Dompropst) (1646–1681), Reichshofrat und Dompropst zu Meißen
- Christian August von Friesen (General) (1674–1737), königlich-polnischer und kurfürstlich-sächsischer General
- David Friesen (* 1942), US-amerikanischer Jazzbassist
- Dustin Friesen (* 1983), deutsch-kanadischer Eishockeyspieler
- Else von Friesen-Zebrowski (1912–nach 1973), deutsche Sängerin und Schriftstellerin, siehe Else Günther
- Eugene Friesen (* 1952), US-amerikanischer Jazzcellist
- Ernst von Friesen (1800–1869), deutscher Landrat
- Friedrich Friesen (1784–1814), deutscher Pädagoge und Militär
- Friedrich von Friesen (1796–1871), deutscher Rittergutsbesitzer und Politiker
- Gerald Friesen (* 1943), kanadischer Historiker
- Gernot Jacob-Friesen (1926–2019), deutscher Prähistoriker
- Gil Friesen (1937–2012), US-amerikanischer Musikmanager und Filmproduzent
- Hans Friesen (Philosoph), deutscher Philosoph
- Hans Wittig-Friesen (1896–nach 1969), deutscher Grafiker und Verleger
- Heinrich von Friesen der Ältere (1578–1659), Rittergutsbesitzer, Geheimer Rat, Kanzler und Präsident des Appellationsgerichts
- Heinrich von Friesen der Jüngere (1610–1680), Rittergutsbesitzer, Diplomat und Direktor des Geheimen Rats
- Heinrich von Friesen-Rötha (1831–1910), deutscher Majoratsherr und Politiker, MdR
- Heinrich August Luitbert von Friesen (1847–1931), königlich-sächsischer Kammerherr, Wirklicher Geheimer Rat und Oberleutnant
- Heinrich Friedrich von Friesen (1681–1739), deutscher General und Diplomat
- Henriette Amalie von Friesen (1668–1732), deutsche Adlige
- Henry Friesen (1934–2025), kanadischer Endokrinologe und Hochschullehrer
- Hermann von Friesen (1802–1882), deutscher Marschall und Shakespeare-Forscher
- Holger Jacob-Friesen (* 1967), deutscher Kunsthistoriker
- Jeff Friesen (* 1976), kanadischer Eishockeyspieler
- Johann Georg Friedrich von Friesen (1757–1824), deutscher Rittergutsbesitzer, Beamter und Kurator
- Johanna Friesen (Stifterin) (?–1579), auch: Johanna Friese und Johanna Romel sowie Johanna Frese oder Johanna Rommel, hannoversche Wohltäterin und Stifterin
- Johanna Friederike von Friesen (1789–1825), auch: Johanna Friesen, deutsche Schriftstellerin
- Juliane von Friesen (* 1950), deutsche Wirtschaftsjuristin und Politikerin
- Juliane Charlotte von Friesen (1784–1861), deutsche Geistliche, Pröpstin in Altenburg
- Julius Heinrich von Friesen (1657–1706), kursächsischer, englischer und kaiserlicher General
- Karl Friesen (* 1958), deutsch-kanadischer Eishockeytorhüter
- Karl von Friesen (1865–1929), sächsischer Generalmajor
- Karl von Friesen-Miltitz (1847–1928), deutscher Generalleutnant
- Karl Hermann Jacob-Friesen (1886–1960), deutscher Prähistoriker
- Kelly Friesen (1967–2024), kanadischer Jazzmusiker
- Louise von Friesen (1794–1861), deutsche Hofbeamte
- Marie Sophie von Friesen, (1652–1718), deutsche Rittergutsbesitzerin, Schulstifterin und Pietistin, siehe Marie Sophie von Reichenbach
- Otto Heinrich von Friesen (1654–1717), deutscher Hofbeamter und Diplomat
- Peter M. Friesen (1849–1914), russlanddeutscher Prediger, Lehrer, Historiker und Schriftsteller
- Richard von Friesen (1808–1884), deutscher Politiker